# IPsych

iPsych er et igangværende genetisk forskningsprojekt på Aarhus Universitet som begyndte i 2012 og som forsker i sammenhængen nogle psykiske sygdomme og genetiske forhold.
Projektet har kortlagt det genetiske materiale fra omkring 140.000 personer i Danmark og sammenholdt det med et omfattende datamateriale om forsøgspersonerne der indeholder informationer om blandt andet personernes helbred, sygdomme i deres familie, sociale og økonomiske forhold, uddannelse, beskæftigelse, karakterer i skolen og data fra deres session.
De ca. 140.000 deltagere er udvalgt blandt personer som er født i Danmark i tidsrummet fra 1. maj 1981 til og med 31. december 2008, og som ved fødslen har fået foretaget en såkaldt hælprøve. En hælprøve er en blodprøve som tages fra et nyfødt barns hæl med det formål at undersøge for et antal bestemte genetiske sygdomme. Prøverne bliver imidlertid også gemt i Danmarks Nationale Biobank under Statens Serum Institut, hvorfra de er udleveret til iPsych-projektet.
Blandt personerne med er brugbar hælprøve som er taget i den anførte periode mellem 1981 og 2008, er udvalgt ca. 90.000 personer som i perioden 1994 til 2015 er blevet diagnosticeret med skizofreni, bipolar lidelse, depression, ADHD, autisme eller anoreksi, samt en tilfældigt udvalgt kontrolgruppe på ca. 50.000 personer. Forsøgspersonerne har ikke fået besked om deres deltagelse i projektet, og det er ikke muligt ved forespørgsel at få besked om man er blandt forsøgspersonerne.
Projektet er finansieret med sammenlagt 361 mio. kr fra Lundbeckfonden, der er blevet bevilget i 2012, 2015 og 2018.

## Godkendelse
iPsych-projektet blev godkendt i 2012. Den Nationale Videnskabsetiske Komité har udtalt at projektet ikke kunne blive godkendt i dag efter de nuværende regler for medicinske forsøg. Komiteen afslog at forlænge forsøgstilladelsen, da den udløb i 2021. Ved den beslutning lagde den Nationale Videnskabsetiske Komité vægt på at hælprøverne er taget til en andet formål, og at forældrene ikke har givet samtykke til at de må bruges i et projekt som iPsych.
Projektet fortsætter imidlertid idet den manglende tilladelse efter 2021 kun betyder at der ikke må indhentes flere genetiske prøver fra Danmarks Nationale Biobank.

## Etiske overvejelser
Lektor i databeskyttelsesret Ayo Næsborg-Andersen finder det "ret vildt" at et projekt som af etiske årsager ikke kunne blive godkendt i dag, alligevel fortsætter. Hun mener, at det at blodprøver som blev taget til ét formål, nu bruges til noget helt andet på lang sigt undergraver tilliden til forskning.
iPsych ledes af professor Preben Bo Mortensen som modsat mener at projektets unikke datasæt er så nyttigt for udforskning af årsager til psykisk sygdom, at det både er etisk forsvarligt og "enormt vigtigt" at fortsætte forskningen.